# Лімес

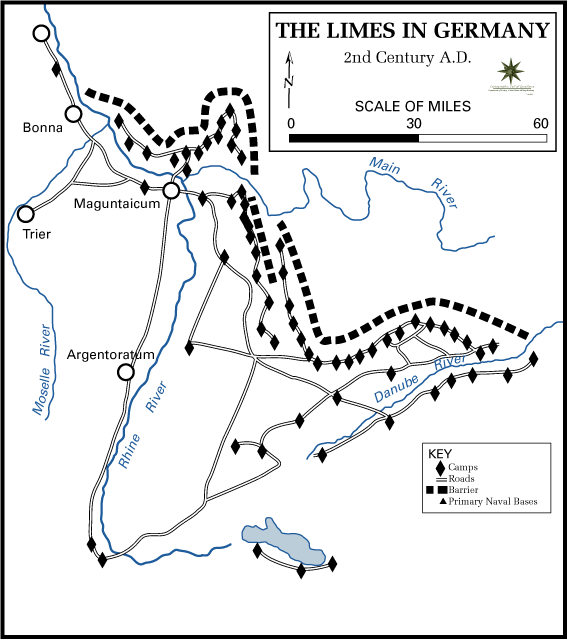
Верхньогермансько-ретійський лімес

Адріанів вал

Лі́мес (лат. limes — межа, кордон. англ. Frontiers of the Roman Empire — кордони Римської імперії) — кордон між окремими ділянками землі, відведеними для громадян громади. За часів Римської імперії лімесом називали укріплений кордон держави, який охороняли легіонери.
У систему лімесу входила мережа упорядкованих доріг, військових таборів і сигнальних постів. Будівництво лімесу розпочалося при імператорі Августі. Особливо турбувалися про розширення та зміцнення лімесу імператори Доміціан, Траян і Адріан. В результаті утворилася ціла оборонна система, що складалася з великих військових таборів (лат. castra), таборів меншого розміру (лат. castellum) та укріплених вартових башт (лат. burges).
Залишки лімесу збереглися до наших днів на території Шотландії, в районах Рейну та Дунаю, а також у західній частині Північної Африки.

## Найвідоміші лімеси
- Адріанів вал — Limes Britannicus
- Вал Антоніна
- Дунай-Іллер-Рейнський лімес
- Верхньогермансько-реційський лімес — Limes Germanicus
- Арабський лімес — Limes Arabicus
- Триполітанський лімес — Limes Tripolitanus
- Траянові вали
- Алутанський лімес — Limes Alutanus
- Limes Transalutanus